# L'Homme à l'oreille cassée (film)
Pour les articles homonymes, voir L'Homme à l'oreille cassée.
Pour plus de détails, voir Fiche technique et Distribution.
L'Homme à l'oreille cassée est un film français réalisé par Robert Boudrioz et sorti en 1934.
Il est inspiré du roman éponyme L'Homme à l'oreille cassée de Edmond About.

## Synopsis
Un officier de l’armée napoléonienne tombé dans un sommeil profond en 1812, se réveille un siècle plus tard grâce à l’intervention de scientifiques. Avec ce saut dans le temps, l’homme ressuscité rencontre des difficultés à s’accoutumer à sa nouvelle époque.

## Fiche technique
- Titre : L'Homme à l'oreille cassée
- Réalisation : Robert Boudrioz
- Scénario : Robert Boudrioz d'après le roman L'Homme à l'oreille cassée d'Edmond About
- Direction artistique : Maurice Cloche
- Photographie : Léonce-Henri Burel
- Montage : Andrée Danis
- Musique : André Cadou
- Société de production : Réalisation d'art cinématographique (RAC)
- Pays de production :  France
- Format :  Noir et blanc - 1,37:1 - 35 mm - son mono
- Genre : Comédie
- Durée : 75 minutes
- Date de sortie : 
  - France : 29 mars 1934

## Distribution
- Thomy Bourdelle : Le Colonel Fougas
- Jacqueline Daix : Clémentine
- Alice Tissot : Mademoiselle Sambucco
- Jim Gérald : Le capitaine des pompiers
- Gustave Hamilton : Le docteur Renaud
- Christiane Arnold : Madame Renaud
- Boris de Fast : Garok
- Jacques Tarride : Léon Renaud